# アペルザ
株式会社アペルザ（英: Apérza Inc.）は、横浜市に本社を置く、ものづくり産業向けのインターネットサービスを提供する企業。

## 概要
2016年に神奈川県横浜市に設立。代表者の石原誠は元キーエンスで、同子会社のイプロスの立ち上げメンバー。
コーポレートパーパスは「ものづくり産業を世界につなぐ」。「Apérza Catalog（アペルザカタログ）」「Apérza TV（アペルザTV）」「Apérza EC（アペルザEC）」などのサービスを提供する。

## 拠点
- 本社：横浜市
- リサーチ拠点：米国 シアトル

## 沿革
- 2016年7月1日 - 株式会社アペルザ設立。
- 2017年7月3日 - 総額約6億円のシリーズAの資金調達を発表。
- 2019年7月31日 - 総額約12億円のシリーズBの資金調達を発表。
- 2020年10月21日 - 株式会社JTBコミュニケーションデザインとのオンライン展示会領域における協業を発表。